# Un récit de la Corse
Un récit de la Corse (en anglais : An Account of Corsica) est le premier écrit de l'écrivain écossais James Boswell relatif à la littérature du Grand Tour. Ses première et deuxième éditions ont été publiées en 1768, suivies d'une troisième édition douze mois plus tard. Le titre complet de ce journal en anglais est An account of Corsica, the journal of a tour to that island and memoirs of Pascal Paoli.
Ce livre relate les voyages de Boswell en Corse, durant une période de bouleversements militaires et sociaux, et son amitié ultérieure avec le chef du mouvement indépendantiste corse, le général Pasquale Paoli. L'implication britannique dans les affaires corses s'est notamment manifestée lors de la crise corse, tandis que l'implication française a culminé avec la conquête française de la Corse.
Le Journal contient une préface sous forme de lettre de George Lyttelton, la section « Compte » détaille l'histoire, la géographie et la topographie de la Corse, tandis que la section « Le Journal et les Mémoires » couvre le voyage de Boswell et les mémoires de Paoli.

## Arrière-plan
En 1765, après avoir sillonné l'Europe lors de son Grand Tour, Boswell décide de se rendre en Corse. Il séjourne en Italie depuis neuf mois, mais souhaite découvrir une destination différente des destinations habituelles de ceux qui entreprennent un tour d'Europe. La Corse l'attire en tant qu'Écossais, car il pense y acquérir de nouvelles expériences et en apprendre davantage sur une nation luttant pour sa liberté. Rousseau l'y a encouragé. Lors de son séjour en Corse, Boswell passe la nuit dans des couvents et est accueilli avec hospitalité. Les habitants sont naturellement courtois, mais certains prennent Boswell pour un « envoyé anglais ». Le point culminant de sa visite est sa présentation à Pasquale Paoli.

Dans une lettre de Marseille en 1765, Boswell écrit après avoir rencontré le général Paoli en Corse : 

« Monsieur, je suis en voyage et j'ai récemment visité Rome : je viens de voir les ruines d'un peuple courageux et libre ; je vois maintenant l'essor d'un autre. »

Boswell entre en Corse dans une période dangereuse car les forces d'occupation venues de France et de Gênes cherchaient à réprimer le mouvement indépendantiste corse rebelle qui a donné naissance à la République corse de courte durée, si la majeure partie de la Corse était aux mains des paolistes, les côtes étaient toujours aux mains des Génois et des Français.
Avant son retour à Londres, Boswell commença à faire campagne en faveur de la Corse. Plusieurs lettres furent envoyées au London Chronicle, dont certaines n'étaient que vaguement fondées sur la vérité. Elles continuèrent d'être diffusées à son retour à Londres, il contacta également le Premier ministre William Pitt à ce sujet afin de souligner la situation critique de ses amis corses.
Cette campagne a contribué à maintenir la situation critique de la Corse au premier plan de l'attention du public britannique ; Boswell a également stimulé l'intérêt pour la situation en Corse en soumettant des lettres de personnages imaginaires, présentés comme des soldats, des diplomates. Si cela a stimulé le soutien, cela a également suscité l'intérêt pour son livre.

## Contenu

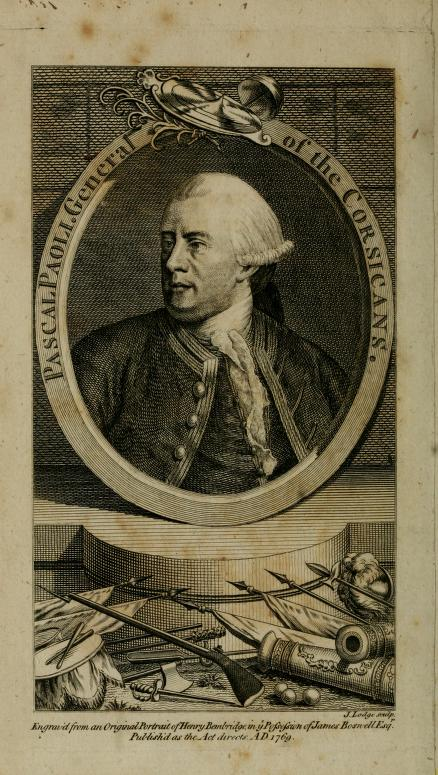
Illustration à l'effigie de Paoli gravée sur la page du livre.

La page de titre comporte l'inscription latine « Non enim propter gloriam, divitias aut honores pugnamus, sed propter libertatem solummodo, quam nemo bonus nisi simul cum vita amittit », la source étant « Lit. Comit. et Baron. Scotiae. ad Pap. AD 1320 » (« Lettre des comtes et barons d'Écosse au pape, 1320 »). Ceci permet d'identifier l'épigraphe comme tirée de la Déclaration écossaise d'Arbroath ; on pourrait la traduire par « Nous ne combattons pas pour l'honneur, la richesse ou la gloire, mais uniquement pour la liberté, à laquelle aucun homme véritable ne renonce qu'au prix de sa vie. » 
L'avant-propos inclut une lettre de George Lord Lyttelton remerciant Boswell pour le livre et critiquant le gouvernement de l'époque pour sa position sur la Corse. Lyttelton affirme que le gouvernement aurait dû faire preuve de « davantage de respect pour la liberté corse » et qu'il estimait que « c'est une honte pour notre nation de ne pas vivre en bonne amitié avec un peuple courageux engagé dans la plus noble des luttes, celle contre la tyrannie », car il estimait qu'il ne nous avait « jamais donné le moindre motif de plainte ».
La première section, « Le Compte », comprend trois chapitres. Dans le premier chapitre, Boswell commence par la géographie, la topographie, les coutumes et les habitudes sociales des habitants, ou, comme il le titre, « De la situation, de l'étendue, de l'air, du sol et des productions de la Corse ». Le deuxième chapitre offre « Un aperçu concis des révolutions que la Corse a subies depuis les temps les plus reculés », et le dernier chapitre traite de « L'état actuel de la Corse, en ce qui concerne le gouvernement, la religion, les armes, le commerce, le savoir, le génie et le caractère de ses habitants ». Une annexe contient ensuite les documents officiels de l'État corse.
Le livre est complété par la section qui a le plus captivé les lecteurs : « Journal d'un voyage en Corse et Mémoires de Pascal Paoli ». Les expériences de Boswell lors de son voyage en Corse sont relatées dans les pages de ces chapitres, rédigés dans un style conversationnel.

## Réception
Imprimé pour la première fois en février 1768, An Account of Corsica fut le premier livre publié de Boswell. Les imprimeurs étaient Edward et Charles Dilly de Londres, qui achetèrent les droits d'auteur du livre pour cent guinées en août 1767. Trois mille cinq cents exemplaires furent initialement imprimés, mais tous furent vendus dans les six semaines suivant la publication. Deux autres éditions furent rapidement reproduites, chacune tirée à nouveau à trois mille cinq cents exemplaires. Des traductions allemandes, néerlandaises, françaises et italiennes furent également vendues dans les douze mois. Les exemplaires de la première édition furent vendus six shillings chacun.
Le livre a été bien reçu et est crédité d'avoir catapulté Boswell vers la gloire 23 ans avant que son œuvre la plus connue, La vie de Samuel Johnson, ne soit produite. Du vivant de Boswell, les ventes d'An Account of Corsica étaient supérieures à celles de toutes ses autres publications, y compris le livre La vie de Samuel Johnson. Le succès du livre fut tel qu'on dit que Boswell fut appelé toute sa vie par la suite « Corsica Boswell »,. Au moment de la publication de la troisième édition, dans une correspondance avec William Temple au début de mai 1769, Boswell écrivit : « Je vous prie de m'écrire sans délai : Dublin est une adresse suffisante pour le Corse Boswell. »
À l'époque de la publication du livre, Boswell avait vingt-huit ans et son œuvre était largement lue dans toute l'Europe. Après la publication d' An Account of Corsica, Anna Barbauld , critique littéraire et poète de renom, écrivit un poème à son sujet, qualifié par Lucas de « vers héroïques ». Boswell fut également loué par la marquise du Deffand dans sa correspondance avec Horace Walpole. Le livre reçut également les éloges de Napoléon Bonaparte.
Le livre ne fut pas bien accueilli par tout le monde ; le père de Boswell, Lord Auchinleck, qualifia Paoli de « vieux Corse, un vaurien terrien » et Samuel Johnson s'opposa à l'intérêt prolongé de Boswell pour la Corse et le supplia de « vider sa tête de la Corse, qui, je pense, l'a trop remplie ». Cependant, Johnson trouva certaines parties du récit gratifiantes. Il estimait que la partie historique du Récit était la même que celle de tout autre écrit historique, mais trouvait le Journal « curieux et délicieux ». Catharine Macaulay , une historienne de l'époque, trouva également à redire au Récit initial de la Corse et le déclara moins bon que le Journal. Thomas Gray fut plus judicieux dans ses éloges, il admira les sections consacrées à Paoli, mais affirma que le titre correct pour les autres sections du livre aurait dû être « Dialogue entre une oie verte et un héros »,.
Écrivant en 1995, Rogers souligne les similitudes entre les récits trouvés dans An Account of Corsica et le Tour des Hébrides et fait référence à Boswell comme voulant être un « vagabond avec une cause » et décrit le soulèvement corse comme « un véritable cadeau pour Boswell ».